# Vittoriosa Stars
Vittoriosa Stars Football Club is een Maltese voetbalclub uit Birgu.
De club werd in 1906. In 2009 promoveerde de club na een tweede plaats in de First Divison naar de Premier League maar werd snel teruggezet na een corruptieschandaal. In 2010 werd de club wederom tweede en promoveerde opnieuw. In 2011 degradeerde de club maar promoveerde in 2013 weer. Sinds de degradatie in 2014 speelt de club in de First Division.

## Bekende (oud-)spelers
- Henry Nwosu